# Cham (Oberpfalz)
Cham este un oraș din districtul Cham, regiunea administrativă Palatinatul Superior, landul Bavaria, Germania.